# タフムルコ山
タフムルコ山（タフムルコさん、スペイン語: Volcán Tajumulco）は、グアテマラ西部のサン・マルコス県にある大型の成層火山である。標高は4,220 mあり中央アメリカで最も高い山である。タフムルコ山は火山の噴火に関するいくつかの歴史的な報告がなされているが、どれも本当の噴火であることが確認されていない。
1956年にタフムルコ山は保護区域に宣言された。山までの旅行はケツァルテナンゴ市でいろいろなグループが組まれ前もって計画される。一般的なグループは初日の早い時間に登山を開始し、山頂の下約150メートルのところでキャンプする。これは高所適応を可能にする。翌朝、ハイカーは荷物なしで山頂を目指すことができる。風景は刻々と変化し、頂上は頻繁に雲に飲み込まれたりコンディションは極端に風が強かったりする。
2009年12月19日、気温が氷点下まで下がり史上初めて火山の山頂での降雪が記録された。それはまた中央アメリカで最も標高の高い町、サン・マルコス県のイスチグアンでも影響を受けた。

## 関連項目

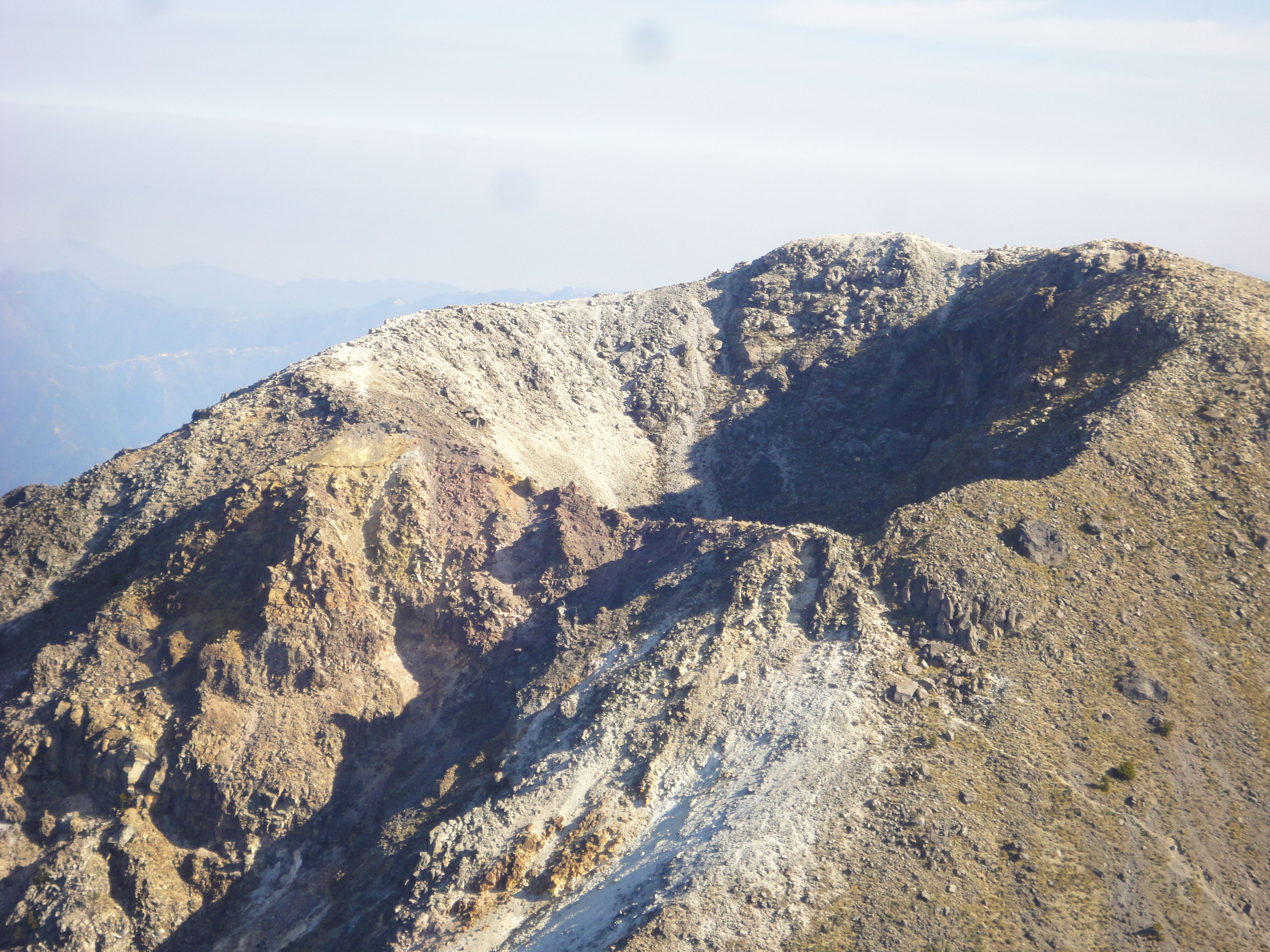
ヘリコプターから見た山の南側